# 北美印第安战争
北美印第安战争（英語：American Indian Wars，亦称印第安人战争或原住民战争）是指欧洲殖民地以及其獨立後的後繼政權與美洲原住民之間所發生的低強度戰爭。这些武裝衝突从歐洲人最初登陸的17世纪一直間歇性持續至20世纪初。
冲突的起因在北美洲西部的白人殖民者数量日益增多，逐漸挤压了部分原住民部落的土地並且更加涉入各原住民部落間的衝突，原住民部落之間的衝突也因從歐美列強新武器的引進而更加慘烈，如苏族在大英帝國扶持下開始崛起獵首美國人以及攻击克羅族。
南北戰爭結束後，美國得以更加集中人力物力推行宅地法西進運動，尤其1872年在黑山发现金矿后，大量美國淘金人潮湧入，打破了苏族印地安人和美国政府的条约，壓迫苏族的生存空間，在大英帝國的資助下，苏族開始大膽攻擊美國掏金客並併吞諸如克羅族的其他部落。
美軍以此為藉口聯合諸如克羅族等被壓迫的部落圍剿反美的印第安部落，在反抗白人的壓迫中，以阿帕契族、苏族及夏延族的頭目「疯马」的反抗最烈。「疯马」酋长與他的薩滿巫師「坐牛」在多次戰役中展現出高超的軍事水平，於印第安战争在罗斯巴德战役、小大角战役中都取得胜利，南北戰爭名將乔治·卡士達亦戰死沙場。
随著印第安人的時常起義，政府憤而於1867年起停止了对苏族的食物补给，並且將他們賴以維生的野生動物驅離，紧跟着頭目疯马和红云的投降，确定政府勝利结局。
由于这些战争的影响，美国印第安人甚至在今天仍在遭受贫穷和酗酒等问题的困扰。 此外，印第安人继续争取归还土地，如黑山，但美国政府和支持政府的人无意归还土地。..

## 殖民时期（1602年至1774年）
海狸战争（1609–1701）易洛魁人与阿尔冈昆人和法国人之间
波哈坦战争（1610–14，1622–32，1644–46）英国与弗吉尼亚殖民地的波哈坦邦联之间
基夫大战（1643–45）殖民者和里纳普人之间在新荷兰（新泽西州和纽约）地区
桃树大战（1655），萨斯奎汉诺克斯（Susquehannocks）和盟军对哈德逊河沿岸的几个新荷兰定居点发动的大规模进攻
新英格兰和纳拉甘西特人之间的菲利普国王战争（1675–78）
南卡罗来纳州的雅马斯战争（1715–17）
新英格兰北部和法属阿卡迪亚（新不伦瑞克省和新斯科舍省）的Dummer战争（1722–25）
大湖地区的庞蒂亚克战争（1763-66）[1]
西弗吉尼亚州（肯塔基州和西弗吉尼亚州）邓莫尔勋爵的战争（1774年）